# Движение пяти звёзд
Движение пяти звёзд (итал. Movimento 5 Stelle, или M5S) — итальянская политическая партия, которую основали комик Беппе Грилло и предприниматель Джанроберто Казаледжо 4 октября 2009 года. Для партии характерны популизм, энвайронментализм и отчасти евроскептицизм. Партия также поддерживает прямую демократию и всеобщий свободный доступ в Интернет как одно из фундаментальных прав человека, осуждает коррупцию.

## Политическая деятельность
Участвует в региональных выборах с 2008 года, первый номер списка выборов на Сицилии избрана в Европарламент от Италии Ценностей в 2009 году.
В мае 2012 года партия успешно выступила на местных выборах: её кандидат впервые был избран мэром (в Сарего, провинция Виченца), а в Комакьо (провинция Феррара) Движение пяти звёзд оказалось самой популярной политической силой.
Партия быстро стала популярной и добилась серьёзных успехов в политической борьбе. Третье место с более чем 25 % поддержки на парламентских выборах в феврале 2013 года стали главной сенсацией этих выборов (движение получило 108 мест в Палате депутатов из 630 и 54 из 315 — в Сенате), первым председателем фракции в Сенате стал Вито Крими, в Палате депутатов — Роберта Ломбарди. К декабрю 2014 года в силу возникших внутри движения политических противоречий его фракции в палатах парламента покинули 9 депутатов и 17 сенаторов.
Летом 2013 года 3 сенатора из фракции 5 звёзд вышли из фракции и основали Народную группу действий.
Осенью 2015 года итальянская делегация парламентариев в составе представителей «Движения пяти звёзд» и «Лиги Севера», собиралась посетить с визитом Крым.
К ноябрю 2015 года Движение пяти звёзд стало восприниматься политическими аналитиками как реальная альтернатива правящей Демократической партии. Согласно опросам общественного мнения, разрыв между ними сократился до минимума: 31,6 % у демократов и 27,4 % — у Движения. С другой стороны, если в марте 2013 года 77 % сторонников партии поддерживали Беппе Грилло как лидера, то к данному моменту его в основном воспринимали как символ, а лидером, способным привести партию к победе на выборах, считали в первую очередь Луиджи Ди Майо. Эта перемена знаменательна также и в другом отношении — в 2013 году избиратели Грилло, в отличие от 2015 года, вовсе не считали необходимым приход их лидера в палаццо Киджи и ценили его за вызов, брошенный традиционным политикам.
Среди депутатов парламента Италии есть бывшие члены разных партий (в том числе и Пролетарской демократии и Италии Ценностей)
В местных и региональных и общенациональных выборах практически всегда участвовала одним списком до 2019 года.
На выборах в Умбрии список партии входил в коалицию образованную Демократической партией, а на выборах в Калабрии, возглавляемую движением коалицию вошел также список Гражданской Калабрии.

## IT-платформа «Руссо»
С 2016 года в качестве инструмента «сетевой демократии» Д5З использовалась IT-платформа «Руссо» (La piattaforma Rousseau), которая предоставляла членам Движения пяти звёзд различные возможности — от онлайн-голосования за избирательные списки до участия в подготовке законопроектов. Юридически она являлась собственностью компании Casaleggio Associati, которая после смерти соучредителя Пяти звёзд Джанроберто Казаледжо принадлежала его сыну Давиде и финансировалась через систему множества «микропожертвований».

## Местные выборы 2016 года
На рубеже 2015 и 2016 года в городе Кварто неподалёку от Неаполя разразился скандал, получивший национальную известность. Был опубликован перехват телефонных переговоров, которые позволяли заподозрить местное отделение Движения пяти звёзд в сотрудничестве с каморрой в ходе местных выборов. Основной подозреваемый в достижении соответствующей договорённости, Джованни Де Роббио (Giovanni De Robbio), был незамедлительно исключён из организации, ещё до начала официального расследования. 12 января Грилло объявил о начале процедуры исключения из Движения пяти звёзд мэра Кварто Розы Капуоццо (Rosa Capuozzo), в связи с избранием которой возникли упомянутые выше вопросы.
13 мая 2016 года Беппе Грилло объявил в своём блоге о приостановке членства в Движении мэра Пармы Федерико Пиццаротти, против которого прокуратура возбудила дело по подозрению в злоупотреблении служебным положением. Этот шаг Грилло вызвал дискуссии по вопросу внутрипартийной демократии.
5 июня 2016 года состоялись местные выборы в ряде итальянских областей, и Движение выставило свои списки для голосования в 251 коммуне из 1363. Наиболее впечатляющим достижением Движения на них стала победа Вирджинии Раджи в первом туре выборов мэра Рима (во втором туре её соперником стал кандидат от левоцентристской коалиции, возглавляемой Демократической партией, заместитель председателя Палаты депутатов Италии Роберто Джакетти).
19 июня 2016 года состоялся второй тур голосования, в который вышли 20 кандидатов в мэры городов от Движения, и 19 из них одержали победы. Помимо Раджи, победившей в Риме, заставила говорить о себе Кьяра Аппендино: уступив в первом туре выборов мэра Турина, она неожиданно одержала верх над действующим мэром, представителем ДП Пьеро Фассино. В целом итоги местных выборов 2016 года были восприняты как знаменательный успех Движения пяти звёзд.

## Парламентские выборы 2018 года
23 сентября 2017 года Луиджи Ди Майо в ходе праймериз избран кандидатом Движения пяти звёзд на должность премьер-министра в случае победы на следующих парламентских выборах.
4 марта 2018 года движение добилось успеха на очередных парламентских выборах, заручившись поддержкой 32,7 % избирателей и получив 134 из 630 мест в Палате депутатов и 68 мест из 315 в Сенате (здесь движение поддержали 32,2 % избирателей). Эти результаты оказались лучшими среди всех партий Италии, но относительную победу всё же одержала правоцентристская коалиция во главе с партиями «Лига Севера» и «Вперёд, Италия», получившая примерно по 37 % голосов на выборах в каждую из палат парламента.
23 марта 2018 года начал работу парламент 18-го созыва, и 24 марта Движение достигло соглашения с правоцентристами о «разделе» высших парламентских должностей. В соответствии с договорённостью Роберто Фико избран председателем Палаты депутатов, а Мария Элизабетта Альберти-Казеллати, занимавшая должность младшего статс-секретаря в трёх правительствах Берлускони, — председателя Сената.
18 мая 2018 года по итогам затяжных переговоров Луиджи Ди Майо с лидером Лиги Севера Маттео Сальвини опубликован контракт о формировании коалиционного правительства, с 10.00 до 20.00 в этот день проходило онлайн-голосование членов Движения по вопросу о его одобрении.
27 мая 2018 года президент Италии Маттарелла окончательно отказался утвердить согласованный двумя политическими силами состав кабинета во главе с Джузеппе Конте.

## Формирование первого правительства Конте и дальнейшие события (2018—2019)
31 мая 2018 года Ди Майо и Сальвини согласовали компромиссный вариант коалиционного правительства под председательством Конте, также с участием ставшего «камнем преткновения» евроскептика Паоло Савона, но не в должности министра экономики. В этот же день Маттарелла его утвердил, и 1 июня кабинет приступил к работе.
В 2019 году среди целей парламентской политики Пяти звёзд появилась конституционная реформа для сокращения общей численности итальянских парламентариев с 945 до 600. 7 февраля 2019 года Сенат одобрил проект в первом чтении, при этом фракция левой партии «Свободные и равные», а также сенаторы от Демократической партии проголосовали против.
Одной из важных особенностей в деятельности правительства стали внутренние конфликты между партнёрами по коалиции. В частности, Д5З не проявляло активности в усилиях министра внутренних дел Сальвини по закрытию итальянских портов для прибывающих морем мигрантов из Африки, и он де-факто присвоил часть полномочий министра транспорта Данило Тонинелли и министра обороны Элизабетты Трента.

## Формирование второго правительства Конте и дальнейшие события (2019—2021)
4 сентября 2019 года Джузеппе Конте сформировал коалиционное правительство Д5З и Демократической партии, а
5 сентября новый кабинет принёс присягу.
На выборах в Умбрии 27 октября 2019 года Движение 5 звезд вошло в коалицию с Демократической партией и потерпело поражение. Кандидат Д5З на должность губернатора Винченцо Бьянкони (Vincenzo Bianconi) получил примерно на 20 % голосов меньше, чем победившая кандидатка от правоцентристского блока, представительница Лиги Севера Донателла Тесеи, а список Движения на выборах региональных депутатов получил только 8,5 % поддержки. На официальной странице Пяти звёзд в Facebook появился пост с ообщением, что «эксперимент» в Умбрии провалился, и что участие в каком-либо коалиционном правительстве чревато внутренним расколом Движения.
22 января 2020 года Луиджи Ди Майо объявил об отставке с поста политического лидера Движения, после чего Д5З в соответствии с Уставом временно возглавил самый старший по возрасту член Гарантийного комитета организации — Вито Крими.
26 января 2020 года состоялись региональные выборы в Эмилии-Романье и Калабрии, которые принесли Пяти звёздам катастрофические поражения. При этом в Эмилии-Романье их кандидат в губернаторы Симоне Бонини не смог набрать достаточно голосов даже для получения мандата депутата регионального совета (3,4 %); список Д5З получил здесь поддержку 4,7 % избирателей (на парламентских выборах 2018 года — 27 %).

## Формирование правительства Драги и дальнейшие события (с 2021)
13 февраля 2021 года после отставки Конте приведены к присяге министры правительства Драги, в котором Д5З составила основу широкой коалиции с участием как левоцентристов, так и правоцентристов. 11 февраля 2021 года было проведено онлайн-голосование участников Движения на IT-платформе «Руссо», по итогам которого в поддержку правительства высказались 59,3 %, при этом в ходе аналогичных голосований первое правительство Конте поддержали 94 %, а второе — 79 %.

### Разрыв с Давиде Казаледжо и переход на платформу SkyVote
5 июня 2021 года затянувшийся юридический спор Д5З с Давиде Казаледжо и компанией Casaleggio Associati завершился соглашением, согласно которому Движение должно выплатить все долги и получить взамен личные данные своих членов с платформы «Руссо», после чего стороны разрывают обоюдные договорные обязательства.
15 июня 2021 года новой IT-платформой для онлайн-голосования членов Движения по итогам рыночного конкурса объявлена платформа SkyVote Cloud, разработанная итальянской компанией Multicast.

### Изменение устава и лидерство Джузеппе Конте
4 августа 2021 года завершилось первое онлайн-голосование членов Д5З на платформе SkyVote, в котором приняли участие 60 940 человек из 113 894 имеющих право голоса. 87,5 % поддержали поправки в устав, предложенные бывшим премьер-министром Джузеппе Конте, а 6 августа Конте был избран председателем Движения пяти звёзд, получив по результатам нового онлайн-голосования 92,8 %.

### Выход из партии Луиджи Ди Майо и последующее события
21 июня 2022 года министр иностранных дел Италии Луиджи Ди Майо заявил, что покидает свою партию "Движение 5 звезд". Неделей ранее Ди Майо обвинил лидера "Движения 5 звезд" и бывшего премьер-министра Джузеппе Конте в подрыве усилий правительства по поддержке Украины и ослаблении позиций Рима в Европейском Союзе.
Мы обязательно должны были выбрать, с какой стороны истории находится – на стороне Украины, на которую напали, или на стороне агрессора России. Позиции некоторых лидеров М5 рисковала ослабить нашу страну
По словам Ди Майо, он сформирует новую парламентскую группу, поддерживающую правительство премьер-министра Марио Драги.
По данным итальянских СМИ, более 60 депутатов покинули "Движение 5 звезд" и присоединились к новой группе Ди Майо. Таким образом, из 227 парламентариев "пятерки" (155 в Палате представителей и 72 в Сенате) более четверти покинули партию.

## Обвинения в финансировании из-за рубежа
15 июня 2020 года консервативная испанская газета ABC опубликовала информацию о передаче в 2010 году правительством Венесуэлы во главе с Уго Чавесом, от имени которого действовал тогдашний министр иностранных дел Николас Мадуро, 3,5 млн евро через консула в Милане Джан Карло ди Мартино (Gian Carlo di Martino) Джанроберто Казаледжо для финансирования Движения пяти звёзд (власти Венесуэлы и Д5З отвергли это утверждение).

## Результаты партии на парламентских выборах
| Палата депутатов (630 мест) | Палата депутатов (630 мест) | Палата депутатов (630 мест) | Палата депутатов (630 мест) | Палата депутатов (630 мест) | Палата депутатов (630 мест) | Палата депутатов (630 мест) | Сенат (315 мест) | Сенат (315 мест) | Сенат (315 мест) | Сенат (315 мест) | Сенат (315 мест) | Сенат (315 мест) |                |
| Год                         | Получено голосов            | %                           | Мест (проп.)                | Мест (маж.)                 | Мест (всего)                | +/-                         | Получено голосов | %                | Мест (проп.)     | Мест (маж.)      | Мест (всего)     | +/-              | Лидер          |
| 2013                        | 8 691 406                   | 25,56                       | 108                         | -                           | 108                         | -                           | 7 286 550        | 23,8             | 54               | -                | 54               | -                | Беппе Грилло   |
| 2018                        | 10 697 994                  | 32,7                        | 133                         | 92                          | 225                         | ▲ 117                       | 9 719 710        | 32,2             | 68               | 44               | 112              | ▲ 58             | Луиджи Ди Майо |

| Европейский парламент |                       |       |               |     |                |
| Год выборов           | Получено голосов      | %     | Получено мест | +/- | Лидер          |
| 2014                  | 5 807 362 (2-е место) | 21,2  | 17 из 73      | -   | Беппе Грилло   |
| 2019                  | 4 569 089 (3-е место) | 17,06 | 14 из 79      | ▼ 3 | Луиджи Ди Майо |